# Gulbukig cettia
Gulbukig cettia (Abroscopus superciliaris) är en mycket liten asiatisk fågel i familjen cettisångare inom ordningen tättingar.

## Kännetecken

### Utseende
Gulbukig sångare är med en kroppslängd på endast nio centimeter mycket liten, slank fågel med rätt kraftig näbb. Den är som namnet avslöjar gul på buken, men vit på strupe och bröst. På huvudet syns en gråaktig hjässa och ett vitt ögonbrynsstreck. Den saknar både vingband och vitt i stjärten.

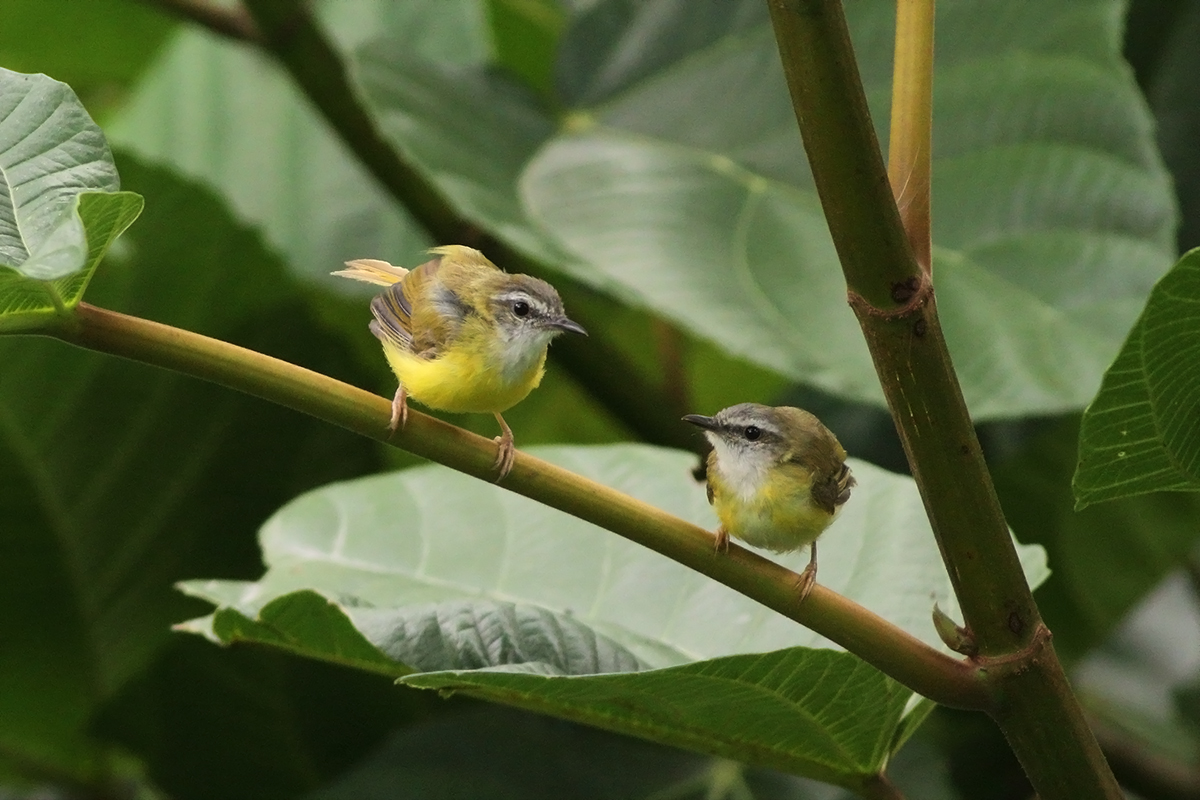

### Läte
Sången är en haltande sextonig ramsa av mycket ljusa genomträngande toner.

## Utbredning och systematik
Gulbukig cettia har en vid utbredning i södra och sydöstra Asien. Den delas upp i tio underarter med följande utbredning:
- Abroscopus superciliaris flaviventris – centrala Nepal till Sikkim, Bhutan, nordöstra Indien och Bangladesh
- Abroscopus superciliaris superciliaris – södra Kina (Yunnan) till Myanmar, västra Thailand och nordvästra Laos
- Abroscopus superciliaris drasticus – nordöstra Indien (Arunachal Pradesh) till norra Myanmar, övervintrar till sydvästra Thailand
- Abroscopus superciliaris smythiesi – Myanmar (mellersta Irrawaddy-dalen från Pakokkuu till Prome)
- Abroscopus superciliaris euthymus – norra och centrala Vietnam
- Abroscopus superciliaris bambusarum – södra Thailand (Kra-näset till Phangnga)
- Abroscopus superciliaris sakaiorum – Malackahalvön (södra Thailand till Negeri Sembilan)
- Abroscopus superciliaris papilio – på Sumatra
- Abroscopus superciliaris schwaneri – på Borneo
- Abroscopus superciliaris vordemani – på Java

Underarten schwaneri på Borneo har avvikande sång och rekommenderas ytterligare studier medan populationen på norra delen av ön skiljer sig kraftigt i läten, från både andra underarter och fåglar på resten av Borneo, och tros utgöra en egen art.

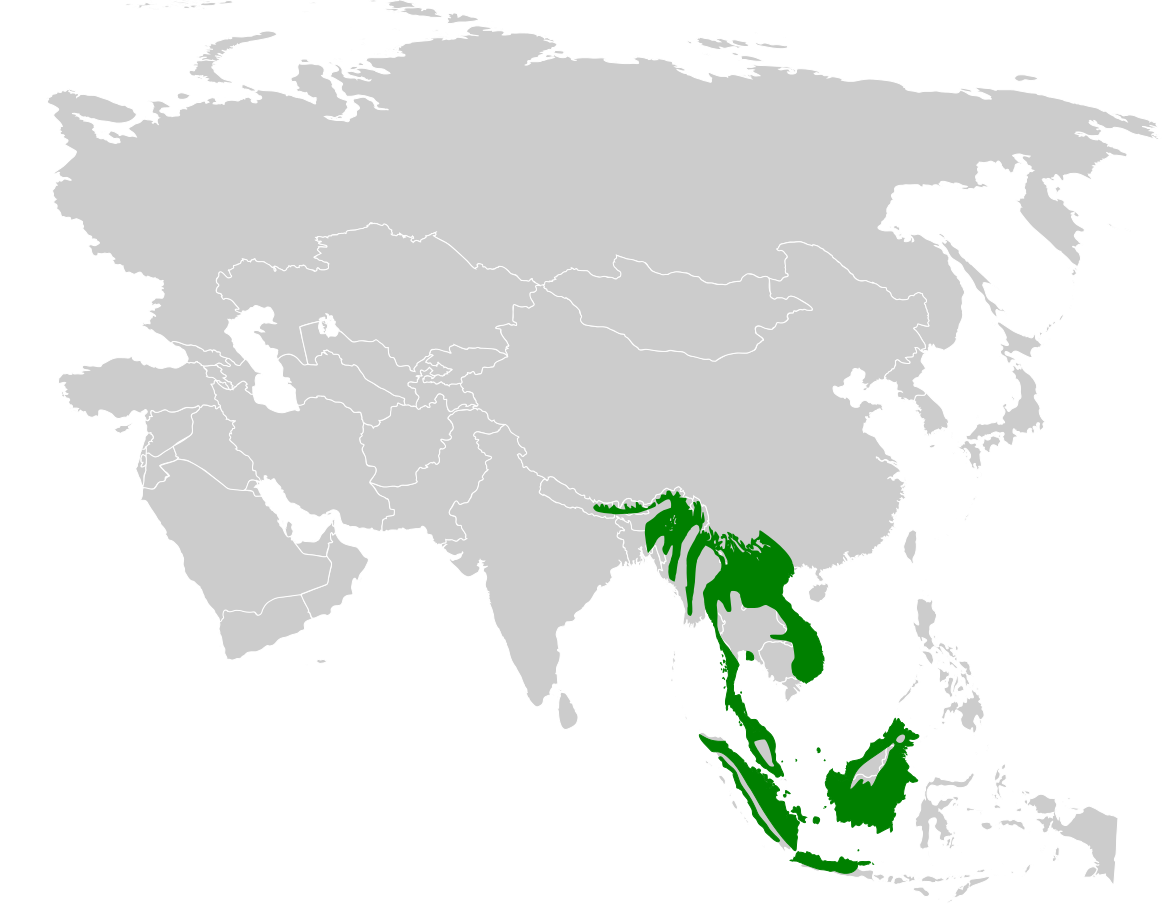
Utbredningsområde för gulbukig cettia.

### Släktskap
De tre arterna i Abroscopus ansågs tidigare vara nära släkt med bambusångarna i Seicercus. DNA-studier visar dock att de inte alls är nära släkt. Istället är Abroscopus-arterna en del av cettisångarna.

## Levnadssätt
Gulbukig cettia påträffas i undervegetation i skog i låga bergstrakter, framför allt i bambu utmed vattendrag. Den lever nästan uteslutande av mycket små ryggradslösa djur som myggor och små spindlar. Fågeln häckar från början av april till juni i nordöstra Indien, från slutet av mars i norra Borneo. Boet, en kompakt liten skål, byggs av båda föräldrar. Arten är huvudsakligen stannfågel, men rör sig till lägre nivåer vintertid.

## Status och hot
Arten har ett stort utbredningsområde, men tros minska i antal, dock inte tillräckligt kraftigt för att den ska betraktas som hotad. Internationella naturvårdsunionen IUCN listar arten som livskraftig (LC). Världspopulationen har inte uppskattats men den beskrivs som lokalt ganska vanlig till ovanlig.

## Namn
Arten har tidigare kallats gulbukad sångare men blev tilldelad ett nytt namn efter genetiska studier som visade att den stod nära cettiorna.